# El Chema
El Chema é uma telenovela estadunidense produzida pela Argos Comunicación e Telemundo e exibida entre 6 de dezembro de 2016 e 3 de abril de 2017.
A narcosérie é um spin-off da Série El señor de los cielos. O personagem título está baseado na vida do capo Joaquín “El Chapo” Guzmán.
É protagonizada e antagonizada por Mauricio Ochmann como El Chema e antagonizada por Mariana Seoane, Sergio Basañez, Julio Bracho,  Alexandra de la Mora e Francisco de la O e atuaçãoes especiales de Itati Cantoral, Arcelia Ramírez, Leonardo Daniel, Fernando Noriega e Carla Carrillo.

## Sinopse
Chema começou sua vida criminosa desde que era uma criança, transportando maconha na fronteira do México com os Estados Unidos. Gradualmente, Chema se torna um líder bem-sucedido e um capaz narco-traficante, que, em sangue, fogo e crueldade, alcança a sua posição na história do tráfico de drogas, tornando-se quase um adolescente em um dos mais importantes inimigos públicos do governo mexicano e estado-unidense.

## Elenco
- Mauricio Ochmann - José María "El Chema" Venegas Mendivil
- Mariana Seoane - María Isabel "Mabel" Castaño vda. de Roberts
- Julio Bracho - Ricardo Almenar Paiva
- Sergio Basañez - Tobías Clark
- Arcelia Ramírez - Elvira Mendivil de Venegas
- Itatí Cantoral - Blanca Lovato de Almenar
- Alexandra de la Mora - Inés Clark
- Rodrigo Abed - César Silva de la Garza
- Carla Carrillo - Amanda Almenar Lovato
- Francisco de la O - Gary Roberts
- Marco Pérez - Guadalupe Robles
- Fernando Solórzano - Óscar Cadena
- Pablo Bracho - Joaquín Venegas
- Gustavo Egelhaaf - Saúl Clark
- Julieta Grajales - Regina Clark
- Fernando Noriega - Rojo Flores
- Daniel Rascón - El Toro
- Terry Salinas - María Sol Aguilera
- Paloma Jiménez - Paloma Villarreal
- Citlali Galindo - Mayra
- Ari Brickman - Jeremy Andrews
- Carlos Balderrama - Loreto Aguilera
- Hiromi Hayakawa - Hiromi
- Iñaki Goci - El Triste
- Luis Yeverino - Gustavo Millán
- Alexander Holtmann - Rand Orton
- Isela Vega - Cecilia Mendivil